# الاوساط (الرجم)

تعديل مصدري - تعديل

الاوساط هي إحدى قرى عزلة العزكي بمديرية الرجم التابعة لمحافظة المحويت، بلغ تعداد سكانها 491 نسمة حسب تعداد اليمن لعام 2004.